# Ostiani
Gli Ostiani o Ustiani furono una nobile famiglia bresciana di origine cremonese.

## Storia
Originari del territorio cremonese, trasferitasi nel XV secolo nel territorio bresciano, con Alessandro da Ostiano capostipite della famiglia nell'area bresciana, la famiglia ricevette nel 1325 la cittadinanza bresciana.
La famiglia risulta iscritta tra il patriziato bresciano del Consiglio della prima Serrata del 1488.
Grazie a Pietro Ostiani la famiglia venne iscritta all'interno del libro d'oro.

## Stemma
D'azzurro alla cotissa di rosso accompagnata da due porte d'argento col catenaccio d'oro, incluse in un fiorone d'oro a otto petali.

## Personaggi illustri
- Alessandro da Ostiano (XIV sec.) capostipite della famiglia in Brescia.
- Pasino da Ostiano (XIV sec.) cancelliere vescovile
- Pietro Ostiani
- Ludovica Ostiani (XVIII sec.) fu l'ultima erede della famiglia Ostiani, sposò il cavaliere Giulio Fè da cui nacque il ramo Fè-d'Ostiani

## Toponimi
- Ostiano